# 모고쇼아이아

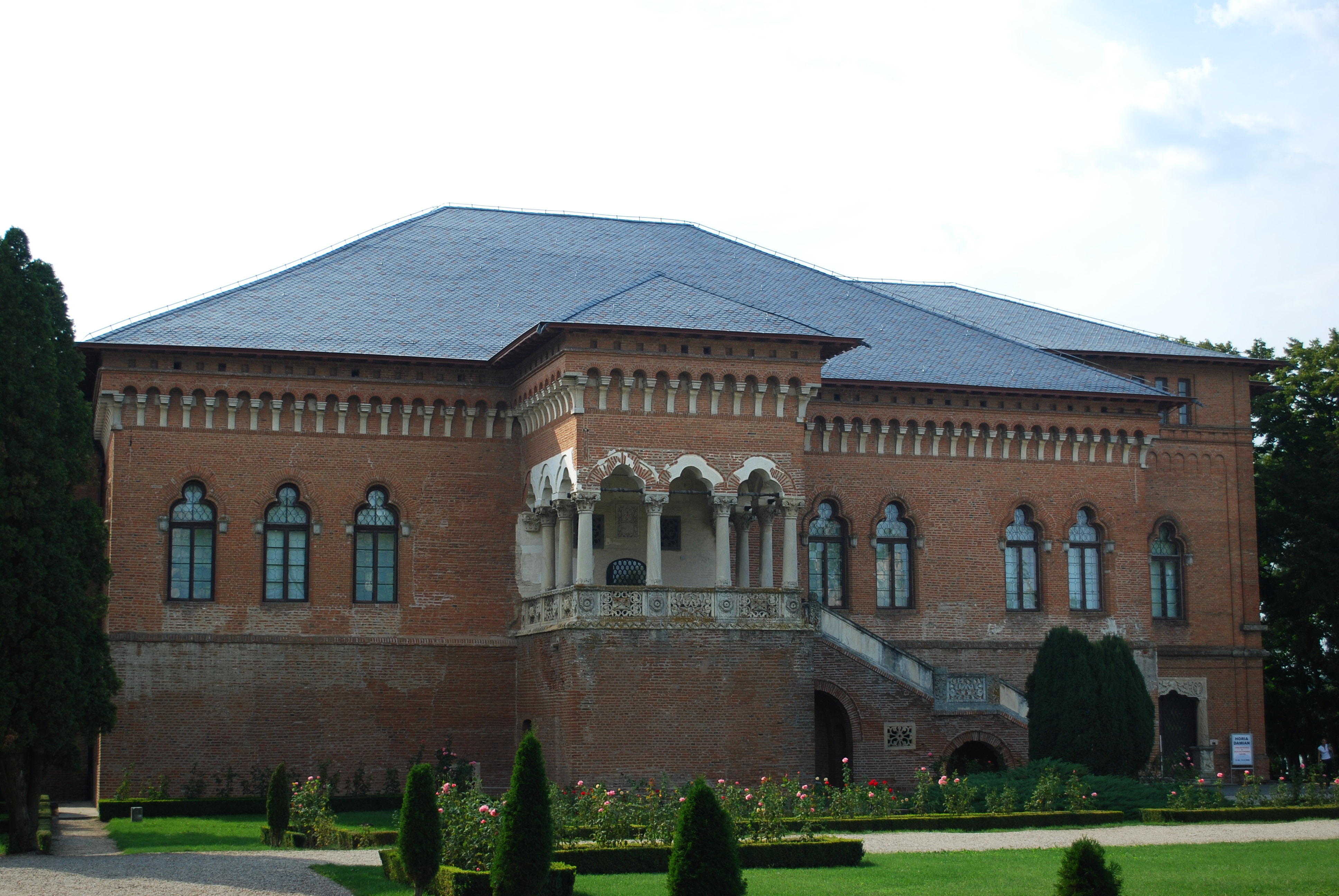
모고쇼아이아 궁전

모고쇼아이아(루마니아어: Mogoșoaia)는 루마니아 일포브주의 도시로 인구는 5,232명(2002년 기준)이다.
17세기 말에 왈라키아 공작을 역임하고 있던 콘스탄틴 브른코베아누(Constantin Brâncoveanu)가 이 곳을 매입했으며 1698년부터 1702년까지 모고쇼아이아 궁전이 건설되었다.